# الواجد (أسماء الله الحسنى)
الْوَاجِد من أَسمَاء الله تَعَالَى وَهُوَ الْغَنِيّ الَّذِي لَا يفْتَقر والموسر الْغَنِيّ عَن النَّاس.

## معناه
الواجد  أي: الغني مأخوذ من الجدّ، وهو: الغنى والحظ في الرزق ، ومنه قولهم في الدعاء: ولا ينفع ذا الجدّ منك الجد ، أي: من كان ذا غنى وبخت في الدنيا لم ينفعه ذلك عندك في الآخرة ، إنّما ينفعه الطاعة والإيمان ، بدليل: ( يوم لا ينفع مالٌ ولا بنونَ ) (الشعراء 26: 88.).
أو يكون مأخوذاً من الجدة، وهي: السعة في المال والمقدرة ، ورجل واجد أي: غني بين الوجد والجدة ، وافتقر... بعد وجد ، ووجد بعد فقر، وقوله تعالى: ( أسكنوهنَّ من حيثُ سكنتمُ من وجدكم ) (الطلاق 65: 6.2) أي: سعتكم ومقدرتكم.
وقد يكون الواجد: هو الذي لا يعوزه شيء ، والذي لا يحول بينه وبين مراده حائل من الوجود.
وَفِي الحَدِيث: {مطل ‌الْوَاجِد ظلم}، وَيُقَال: {لي ‌الْوَاجِد ظلم}.
وروي عن أبي بكر الصديق رضي الله تعالى عنه أنه كان يقول: أعوذ بالله ‌الواجد الماجد من كل عدو حاسد، ومن كل شيطان مارد، إن الله هو السميع العليم.

## أقوال العلماء
- قال الزجاج: ‌الواجد هو الغني والوجد الغنى ويقال فلان غني واجد وقال الشاعر:[7] (لأحبني حب الصبي ورمني ... رم الهدي إلى الغني ‌الواجد)، والله هو الغني فلا يفتقر إلى شيء كما قال تعالى: {وَمَن يَبۡخَلۡ فَإِنَّمَا يَبۡخَلُ عَن نَّفۡسِهِۦۚ وَٱللَّهُ ٱلۡغَنِيُّ وَأَنتُمُ ٱلۡفُقَرَآءُۚ}[8][9]
- قال الخطابي: ‌الواجد: هو الغني الذي لا يفتقر، والوجد والجدة: الغنى، يقال: رجل واجد؛ أي: غني ومنه: قول النبي صلى الله عليه وسلم: "لي ‌الواجد ظلم" يريد: مطل الغني ظلم. ويكون ‌الواجد أيضا من الوجود، وهو الذي لا يؤوده طلب ولا يحول بينه وبين المطلوب هرب. فالخلق كلهم في قبضته يتقلبون وعلى مشيئته يتصرفون.[10]
- قال البيهقي: ‌الواجد: هو الغني الذي لا يفتقر، والوجد الغنى، وقد يكون من الوجود، وهو الذي لا يؤوده طلب، ولا يحول بينه وبين المطلوب هرب، وقد يكون بمعنى العالم.[11]
- قال البيهقي أيضاً: «‌الواجد»: ويختص بوجود ما يريد.[12]
- قال أبو حامد الغزالي: ‌‌الواجد: هو الذي لا يعوزه شيء وهو في مقابلة الفاقد ولعل من فاته ما لا حاجة به إلى وجوده لا يسمى فاقدا والذي يحضره ما لا تعلق له بذاته ولا بكمال ذاته لا يسمى واجداً، بل الواجد من لا يعوزه شيء مما لا بد منه وكل ما لا بد منه في صفات الإلهية وكمالها فهو موجود لله سبحانه وتعالى فهو بهذا الاعتبار واجد وهو ‌الواجد المطلق ومن عداه إن كان واجدا لشيء من صفات الكمال وأسبابه فهو فاقد لأشياء فلا يكون واجدا إلا بالإضافة.[13]
- قال إسماعيل التيمي الأصبهاني: "ومن أسمائه تعالى: الواجد: بالجيم يعني الغني الذي لا يفتقر وكل غني محتاج إليه".[14]
- قال إسماعيل التيمي أيضاً: "ومن أسمائه عز وجل: الماجد والواجد، والواحد والأحد، خولف بين بناء الماجد والمجيد، ليؤكد معنى ‌الواجد، الذي هو الغني فيدل به على السعة والكثرة، وليأتلف الاسمان، ويتقاربا في اللفظ".[14]